# Finale del campionato NFL 1944
La finale del campionato NFL 1944 è stata la 12ª del campionato della NFL. La gara si disputò tra i New York Giants, vincitori della Eastern Division, e i Green Bay Packers, campioni della Western Division.
The Packers erano guidati dal capo-allenatore Curly Lambeau. Le stelle della squadra erano il running back Ted Fritsch, il ricevitore Don Hutson e il quarterback Irv Comp. I Giants in panchina erano allenati da Steve Owen e potevano contare sul running back Bill Paschal e sull'ex quarterback dei Packers Arnie Herber, oltre che su una solida difesa.

## Marcature
Primo quarto
- Nessuna

Secondo quarto
- GB – Fritsch su corsa da una yard (extra point trasformato da Hutson) 7–0 GB
- GB – Fritsch su passaggio da 28 yard di Comp  (extra point trasformato da Hutson) 14–0 GB

Terzo quarto
- Nessuna

Quarto quarto
- NY – Cuff su corsa da 1 yard (extra point trasformato da Strong) 14–7 GB